# Levertsweiler
Levertsweiler ist ein Teilort Weitharts, eine von acht Ortschaften der baden-württembergischen Gemeinde Ostrach im Landkreis Sigmaringen.

## Geographie
Levertsweiler liegt 5,7 Kilometer nordwestlich der Ortsmitte Ostrachs, zwischen den anderen Teilorten Habsthal im Norden und Bernweiler im Osten, dem Weitharter Wald im Westen sowie dem Störenberg (636,6 m ü. NHN) im Süden.
Ausdehnung des Gebiets
Die Gesamtfläche der Gemarkung Levertsweiler umfasst rund 492 Hektar (Stand: 31. Dez. 2010).
Gliederung
Zum Ortsteil Levertsweiler gehören das Dorf Levertsweiler und die Wüstung Werlishausen.

## Geschichte

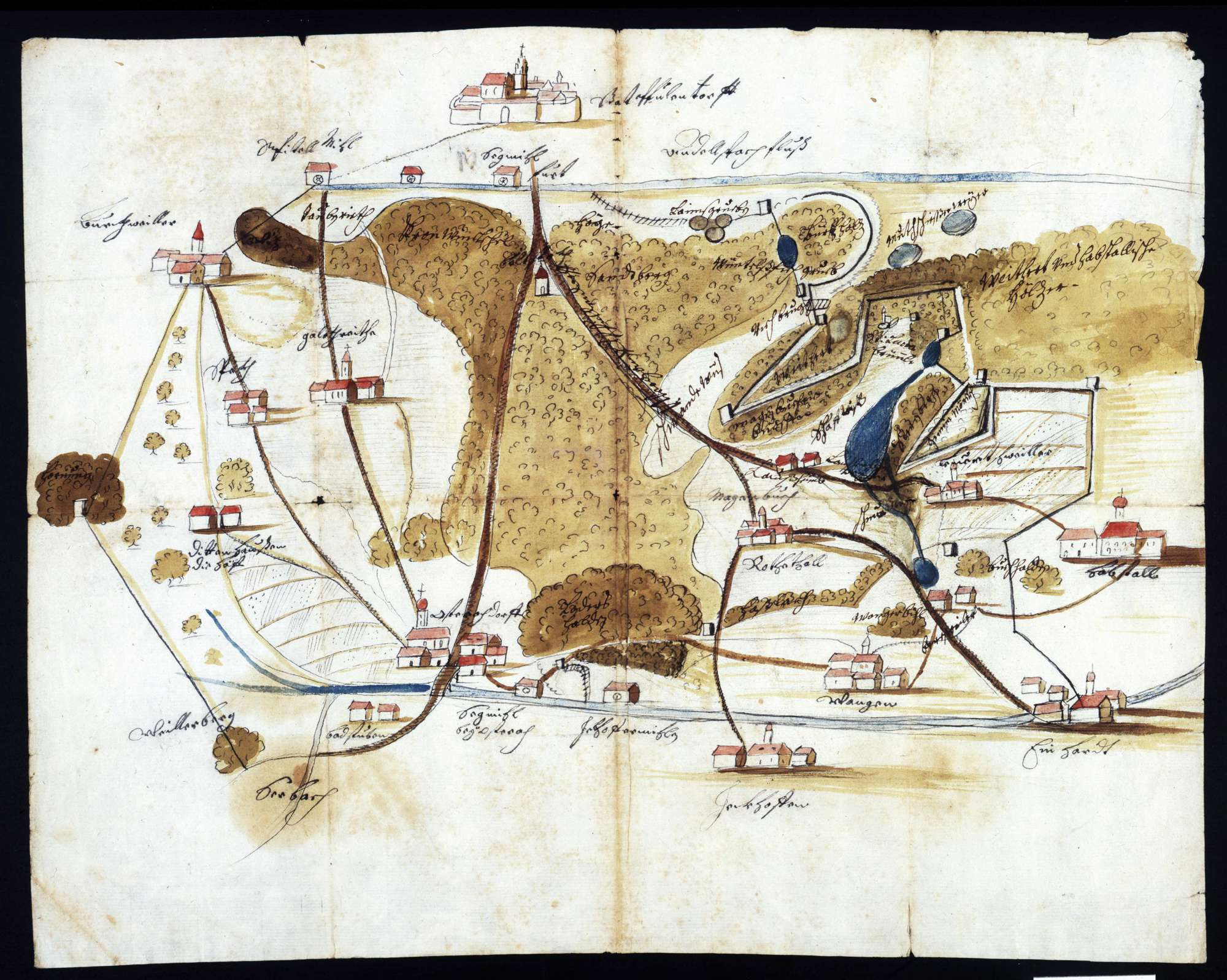
Levertsweiler auf einer Karte mit der „Beschreibung des ostrachischen Bezirks“ aus dem Jahr 1697

Der Ort wurde 1228 erstmals als Laiffinswilar erwähnt. Auf der in Ortsnähe abgegangenen Burg – 1845 waren noch Wälle und Gräben zu sehen, waren die niederadligen Herren von Leiterberg ansässig, die erstmals 1253 (de Laiterberc) auftreten. Der 1267 genannte Ortolf de Laifinswiler ist wohl identisch mit dem gleichnamigen Herrn von Leiterberg, der seinen Besitz samt Vogtei und Kirchensatz 1277 an das Kloster Salem verkaufte. Die Burg ging von dessen Bruder Burkhard an die Herren von Königsegg über und wurde 1294 ebenfalls an das Kloster Salem verkauft. Die Hochgerichtsbarkeit übte schon früh, erstmals nachweisbar mit dem Schirmbrief von 1324, die Grafschaft Sigmaringen aus. Die Ortsherrschaft wohl mit Grundherrschaft und Burg an Salem gelangt, konnte das Kloster im 15. Jahrhundert behaupten. Das Dorf war fortan Teil des Klosteramts Ostrach, nach 1611 unter klösterlicher Hochgerichtsbarkeit. 1803 mit Ostrach an Thurn und Taxis, 1806 Staatshoheit von Hohenzollern-Sigmaringen.
Im Zuge der Gebietsreform in Baden-Württemberg wurde Levertsweiler am 1. Oktober 1974 nach Ostrach eingemeindet.

## Politik

### Ortsvorsteher
Ortsvorsteher von Levertsweiler ist Alois Müller, sein Vertreter ist Dominic Osswald. Beide wurden im Mai 2014 vom Ortschaftsrat gewählt und bestätigt.

### Wappen
Das Wappen der ehemaligen Gemeinde Levertsweiler zeigt in geteiltem Schild oben in Silber auf grünem Dreiberg eine rote Leiter, unten in Schwarz ein doppelreihig rot-silbern geschachter Schrägbalken.

## Kultur und Sehenswürdigkeiten

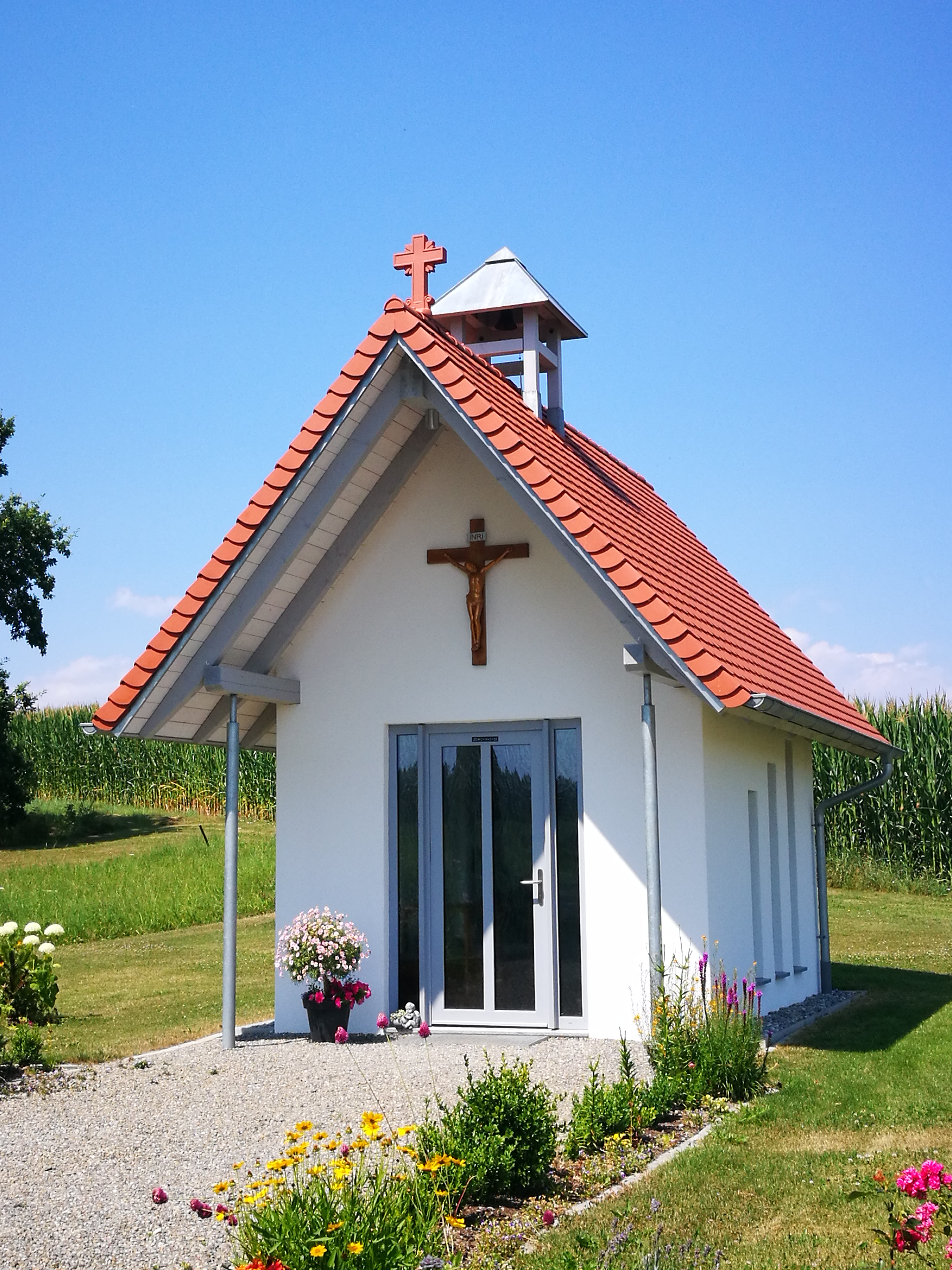
Marienkapelle

In Levertsweiler stehen ein „Bauernhaus“ (Hirsten 1; Anfang 19. Jh.), das „Pfarrhaus“ (St. Lucia Weg 2; 1753), die „Pfarrkirche St. Lucia“ (St. Lucia Weg 8; 1840), die „Ehemalige salemische Zehntscheuer“ (Weithartstraße 27; 1755), ein „Wegkreuz“ (Flurstück 188/2; 1940) sowie ein „Bildstock“ (Flurstück 231, Straße nach Bernweiler) unter Denkmalschutz.
Am Ortsausgang Levertsweilers nach Lausheim stand eine Kapelle, die am 20. November 1940 abgebrochen wurde. 2015 entstand hier ein privater Kapellenneubau (Foto) zu Ehren Marias, der „Mutter Jesu“.

### Pfarrkirche St. Lucia
Die katholische Pfarrkirche St. Lucia zeigt sich als Saalkirche in neugotischen Formen aus dem Jahre 1840 nach Plänen des Fürstlich Thurn- und Taxisschen Werkmeisters Baur aus Buchau. Sie geht jedoch auf eine Martinskirche des 13. Jahrhunderts zurück, die nach einem Brand von 1278 entstand. Der Turm ist aus dem 15. Jahrhundert. Zur Ausstattung gehören mehrere qualitätvolle gotische Holzskulpturen: Heilige Barbara und Katharina (beide um 1500) sowie Martin und Wendelin (beide um 1400). Die Orgel wurde 1941 vom Gebr. Späth Orgelbau erbaut.

### Munitionslager
Im Weitharter Wald, westlich von Levertsweiler, befindet sich das ehemalige Munitionslager Mottschieß. Das eingezäunte Gelände mit Gebäuden, Wachtürmen und Lagerhallen befinden sich sowohl auf der Gemarkung der Stadt Pfullendorf als auch auf der Gemarkung der Gemeinde Ostrach.

## Wirtschaft und Infrastruktur
Bürgerbus

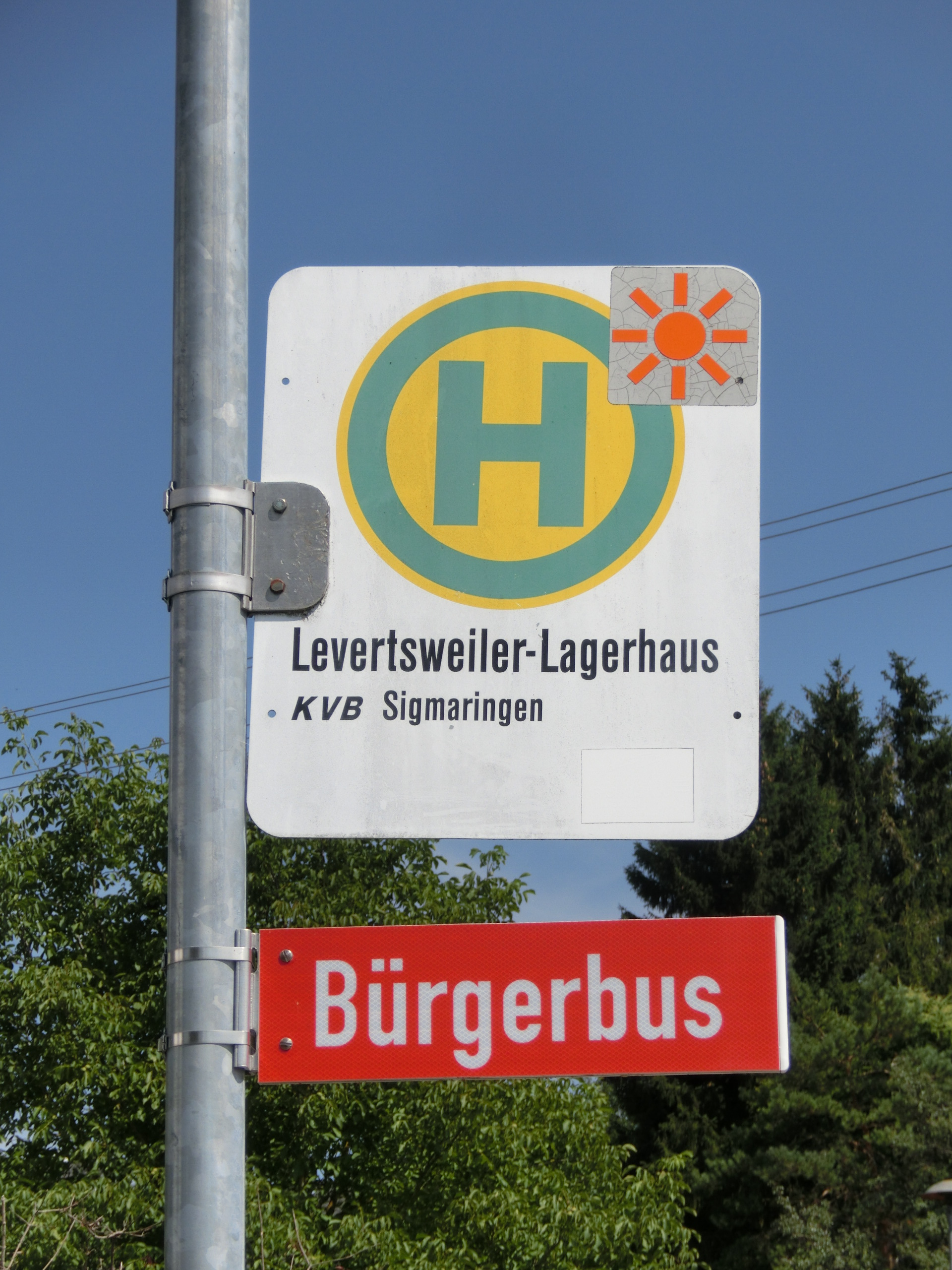
Haltestelle „KVB“ und „Bürgerbus“

Der Ostracher Bürgerbus ergänzt den öffentlichen Nahverkehr und verbessert unter anderem die Mobilität von Menschen mit Behinderungen. An drei Tagen in der Woche fährt der Bus nach einem festen Plan zwischen der Ostracher Ortsmitte und Jettkofen, Wagen, Bernweiler, Einhart, Levertsweiler, Lausheim sowie Magenbuch.
Der Bürgerbus wird von der Gemeinde Ostrach finanziert und vom Bürgerbus-Verein sowie ehrenamtlichen Fahrern und Helfern betrieben.